# Persona non grata (Fabio Wuytack)
Persona non grata is een Belgische documentaire uit 2009 over het leven van activist, kunstenaar en voormalig priester Frans Wuytack. De film werd geregisseerd door Fabio Wuytack, zoon van de beeldhouwer. De film ging in maart 2009 in première op het "Documentairefestival van Thessaloniki", Griekenland.

## Verhaal
Na 30 jaar ballingschap keert Frans Wuytack terug naar de sloppenwijken van Venezuela, waar hij in de jaren zestig actief was als priester en een sociale en culturele revolutie ontketende.

## Prijzen
- Opkomend talent award / International Film Festival voor sociale Films 2008 (Antwerpen, België)
- Cultuurprijs / Sint-Niklaas awards (Sint-Niklaas, België)
- Une étoile de la SCAM* (Parijs, Frankrijk)
- Biografilm award / Bologna International Film Festival 2009 (Bologna, Italië)
- PTS festival achievements award (Taipei/Taiwan)
- Special mention / Ismailia International Festival for Documentary 2009 (Egypte)
- Beste mensenrechten Film / Vlaamse Latijns-Amerika Film Festival
- Best Documentary Director / International Documentary Film Festival of Uruguay
- Best Editor / ATLANTIDOC Film Festival

## Nominaties
- IDFA / International Documentary Festival Amsterdam 2008 (Nederland)
- Guadalajara International Film Festival 2009 (Mexico)
- Thessaloniki Documentary Film Festival 2009 (Griekenland)
- Visions Du Réel 2009 (Zwitserland)
- Latin American Film Festival 2009 (Nederland)
- Planete DOC review 2009 (Polen)
- DOCVILLE 2009 (België)
- Athens International Film Festival 2009 (Griekenland)
- International Documentary Film Festival 'Encuentros del Otro Cine' 2009 (Ecuador)
- ROOFTOP Film Festival 2009 (Verenigde Staten)
- Tallinn Black Nights Film Festival 2009 (Estland)
- Documentary and Animated Film Festival 2009 (Cyprus)
- Reykjavik International film festival 2009 (IJsland)
- Festival du Nouveau Cinema de Montréal 2009 (Canada)
- DOCKANEMA, Festival du Film Documentaire de Maputo 2009 (Mozambique)
- Documentary Festival of Chalkis 2009 (Griekenland)
- MiradasDOC (Tenerife, Spanje)
- Festival cinéma D’ATTAC (België)
- Film Festival Colores Latino Americanos (Frankrijk)